# Флокс растопыренный
Флокс растопыренный, или флокс раздвинутый — вид рода Флокс (Phlox) семейства Синюховые (Polemoniaceae).

## Описание

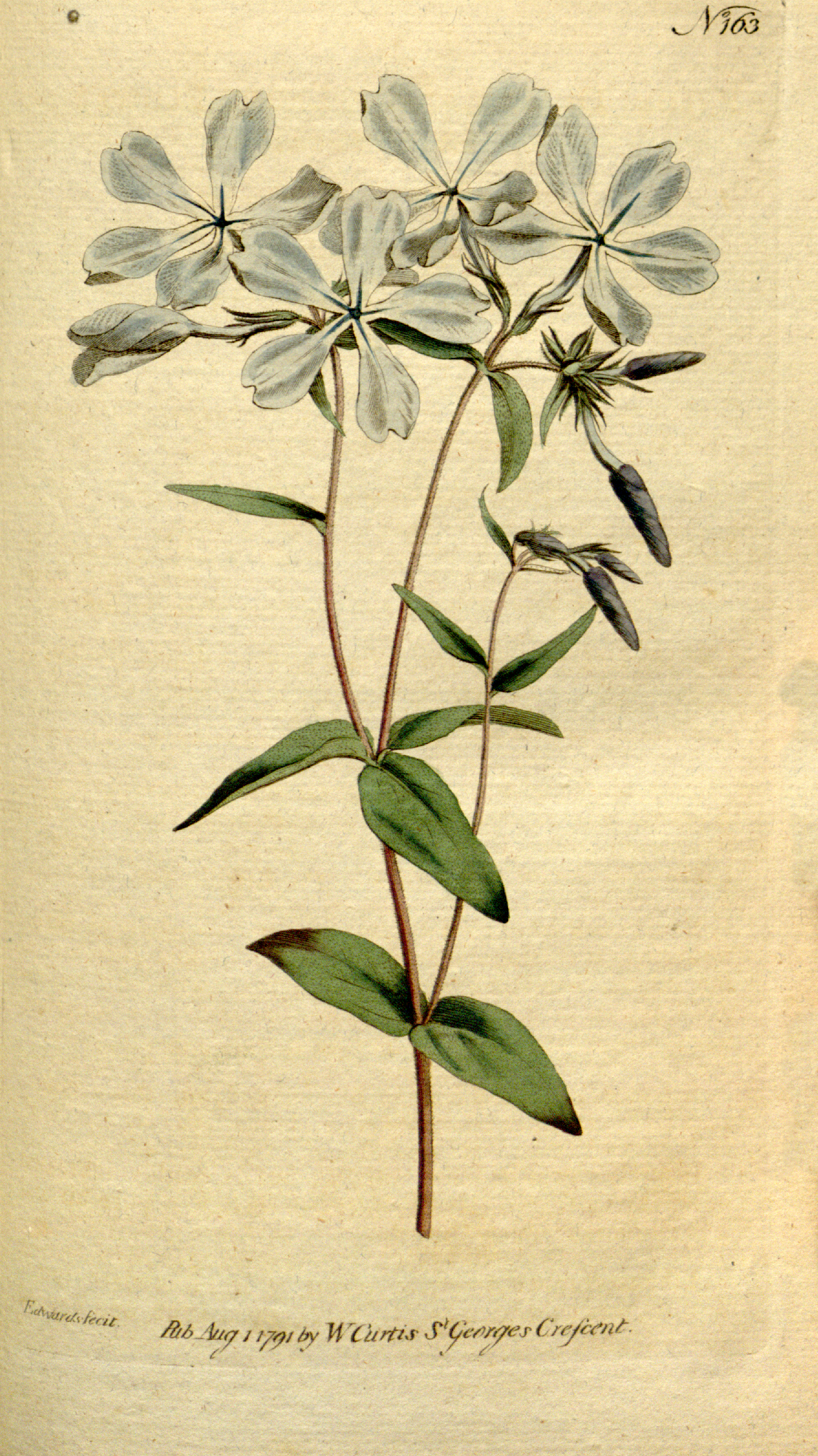
Иллюстрация из The Botanical Magazine (1792)

Многолетнее травянистое растение высотой 20-40 см. Стебли стелющийся, образуют дерновинку.
Соцветие — рыхлый щиток. Цветки бледно-голубого цвета. Характерна особенность строения венчика этого флокса — широкие края лепестков сужаются к центру.
Цветёт в мае-июне.
Обитает на влажных лугах.
Используется в качестве декоративного растения.

## Ареал
В диком виде встречается в восточной части Северной Америки.

## В культуре
В условиях Москвы вынослив, неприхотлив и зимостоек. Специальных приёмов культивирования не требует. На влажных и плодородных участках разрастается и цветёт лучше, чем в полутени, на бедных и сухих почвах. Цветение начинается в мае и продолжается около трёх недель. Во время цветения в зависимости от сорта высота растений 30—40 см. Диаметр цветка в зависимости от сорта составляет 2,0—3,1 см.